# سوناطراك
سوناطراك أو Sonatrach اختصارًا (بالفرنسية: Société Nationale pour la Recherche, la Production, le Transport, la Transformation, et la Commercialisation des Hydrocarbures s.p.a)، هي شركة عمومية جزائرية شكلت لاستغلال الموارد النفطية في الجزائر هي الآن متنوعة الأنشطة تشمل جميع جوانب الإنتاج والاستكشاف والاستخراج والنقل والتكرير، وقد نوعت في أنشطتها البتروكيمياويات وتحلية المياه.

## موقعها في العالم
- تحتل المركز الثاني عشر في ترتيب شركات النفط في العالم في التقرير الدولي لأفضل 100 شركة نفطية للعام 2004 حسب ما أورده بيان صدر عن وزارة الطاقة والمناجم الجزائرية.والمركز الأول في أفريقيا وحوض البحر الأبيض المتوسط، وثاني أكبر مصدر لغاز الطبيعي المسال وغاز النفطي المسال وثالث مصدر للغاز الطبيعي في العالم.

## مشاريع سوناطراك خارج الجزائر
- تتواجد شركة سوناطراك في كل من بلدان التالية:
  - أفريقيا:
    - مالي، تونس، النيجر، موريتانيا، ليبيا، مصر.

  - أمريكا:
    - البيرو والولايات المتحدة.

  - أوروبا:
    - إسبانيا، إيطاليا، البرتغال، بريطانيا، فرنسا وروسيا.
- شرعت سوناطراك في مشروع استثماري في الخارج بالبيرو بمشروع كاسيا، وفازت برخصة استغلال في حقول غدامس بليبيا في منافسة دولية دخلتها الشركة الجزائرية لأول مرة بمفردها.

كمالها عدة مشاريع في دول الجوار كموريتانيا ومشروع نومهيد بتونس.
كما تقوم فروع لها بالعمل في سلطنة عمان
- حسب موقع نقودي.كوم (8 فيفري 2008)، تنوي شركة النفط الجزائرية العمومية «سوناطراك» بالقيام باستثمارات نفطية تقدر بـ 60.8 مليار دولار أمريكي في خلال 4 سنوات المقبلة والتي تنتهي في عام 2016، وذلك وفقاً لما صرح به الرئيس المدير العام لشركة سوناطراك عبد الحميد زرقين.[4]

## الشركات التابعة
- نفطال
- نومهيد
- نفتيك
- غالسي
- ميدغاز
- طيران الطاسيلي

## المدراء العامون
قائمة المدراء العامون لمجموع سوناطراك:

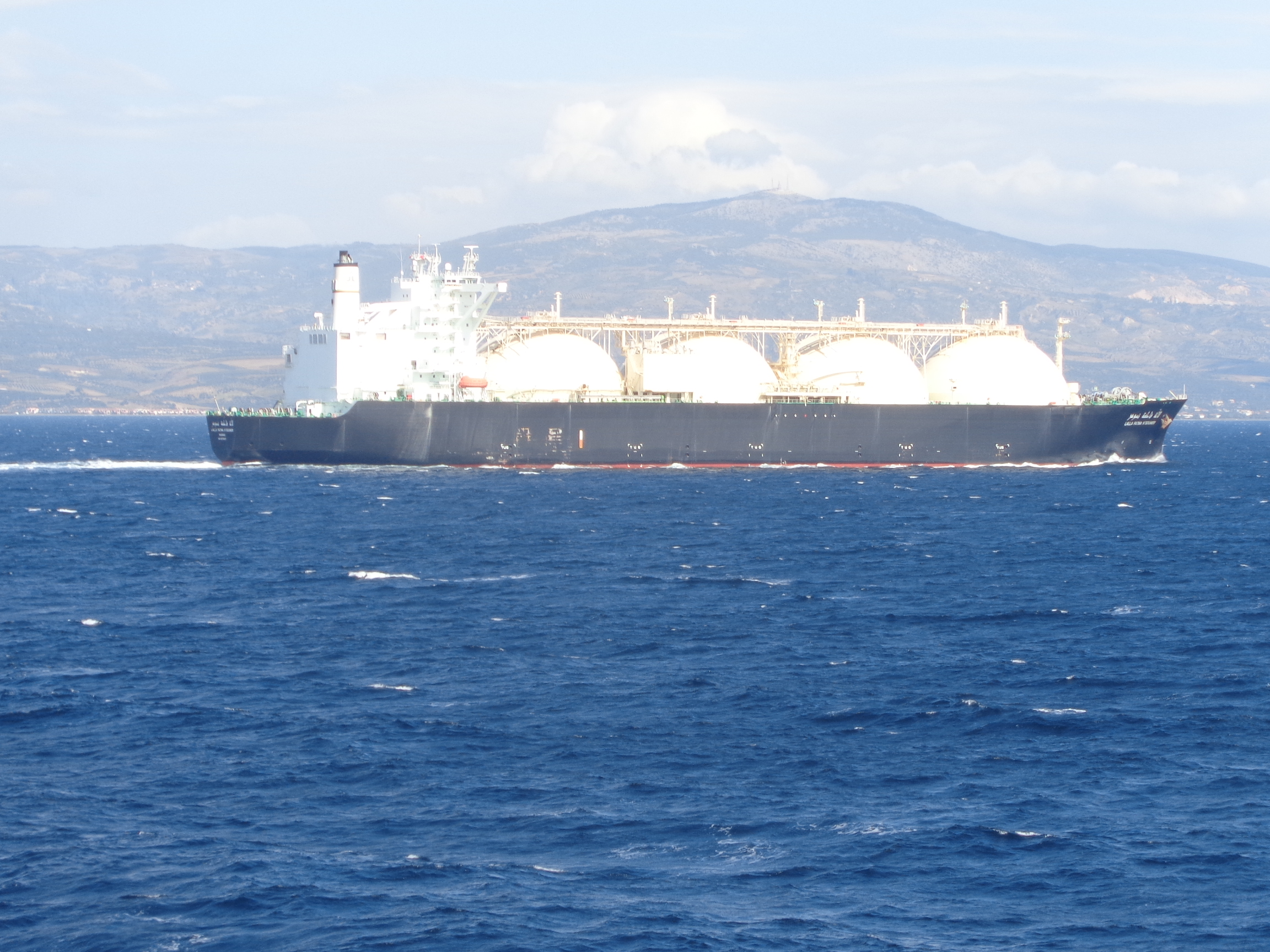
ناقلة الغاز الطبيعي المسال لالة فاطمة نسومر

| الاسم                 | فترة الخدمة   | فترة الخدمة | م      |
| الاسم                 | بداية         | نهاية       | م      |
| --------------------- | ------------- | ----------- | ------ |
| سيد أحمد غزالي        | 1966          | 1977        |        |
| يوسف يوسفي            | 1985          | 1988        |        |
|                       | 1988          | 1990        |        |
| عبد الحق بوحفص        | 1989          | 1995        | [ 5 ]  |
| عبد الحق بوحفص        | 2000          | 2001        | [ 5 ]  |
| نزيم زويوش            | 1995          | 1997        | [ 6 ]  |
| شكيب خليل             | 2001          | 2003        |        |
| محمد مزيان            | 2003          | مايو 2010   | [ 7 ]  |
| نورالدين شرواطي       | مايو 2010     | نوفمبر 2011 | [ 7 ]  |
| عبد الحميد زرقين      | نوفمبر 2011   | جويلية 2014 | [ 8 ]  |
| سعيد سحنون (بالنيابة) | جويلية 2014   | يونيو 2015  | [ 9 ]  |
| أمين معزوزي           | يونيو 2015    | مارس 2017   | [ 9 ]  |
| عبد المؤمن ولد قدور   | مارس 2017     | أبريل 2019  | [ 10 ] |
| رشيد حشيشي            | أبريل 2019    | نوفمبر 2019 | [ 10 ] |
| كمال الدين شيخي       | نوفمبر 2019   | فبراير 2020 | [ 11 ] |
| توفيق حكار            | فبراير 2020   | 2023-10-02  | [ 11 ] |
| رشيد حشيشي            | 2 أكتوبر 2023 | حالي        | [ 12 ] |

## وصلات خارجية
- -الموقع الرسمي لسوناطراك